# Aleksandra Frántseva
Aleksandra Viachelsávovna Frántseva (en ruso: Александра Вячеславовна Францева) es una esquiadora paraolímpica rusa, ganadora de dos medallas de oro, dos de plata y una de bronce en los Juegos Paralímpicos de Invierno de 2014 en Sochi, Rusia.

## Biografía
Aleksandra Frantseva nació en el krai de Kamchatka el 24 de abril de 1987. El 17 de marzo de 2014 recibió la Orden al Mérito por la Patria, clase IV.

## Carrera
Participó en los eventos para atletas con problemas de visión, donde fue asistida por un guía llamado Pavel Zabotin.
El 18 de enero de 2014 ganó la Copa del Mundo de Esquí Alpino 2014 al vencer nuevamente a Etherington, por una centésima de segundo. La copa se celebró en Copper Mountain, Colorado.
Ganó medallas de oro en eslalon y súper combinadas y también una de plata por derrotar a Jade Etherington en la competición súper G realizada el viernes 14 de marzo. Más tarde ganó una medalla de bronce por esquí alpino en el mismo lugar.